# Mount Gilead (Ohio)
Mount Gilead é uma vila localizada no estado norte-americano de Ohio, no Condado de Morrow.

## Demografia
Segundo o censo norte-americano de 2000, a sua população era de 3290 habitantes.
Em 2006, foi estimada uma população de 3525, um aumento de 235 (7.1%).

## Geografia
De acordo com o United States Census Bureau tem uma área de
8,2 km², dos quais 8,2 km² cobertos por terra e 0,0 km² cobertos por água. Mount Gilead localiza-se a aproximadamente 343 m acima do nível do mar.

## Localidades na vizinhança
O diagrama seguinte representa as localidades num raio de 16 km ao redor de Mount Gilead.